# Rumst
Rumst este o comună din regiunea Flandra din Belgia. Comuna este formată din localitățile Rumst, Reet și Terhagen. Suprafața totală a comunei este de 19,90 km². La 1 ianuarie 2008 comuna avea 14.693 locuitori.
Rumst se învecinează cu comunele Aartselaar, Kontich, Niel, Boom, Duffel, Willebroek, Mechelen și Sint-Katelijne-Waver.